# ESP8266

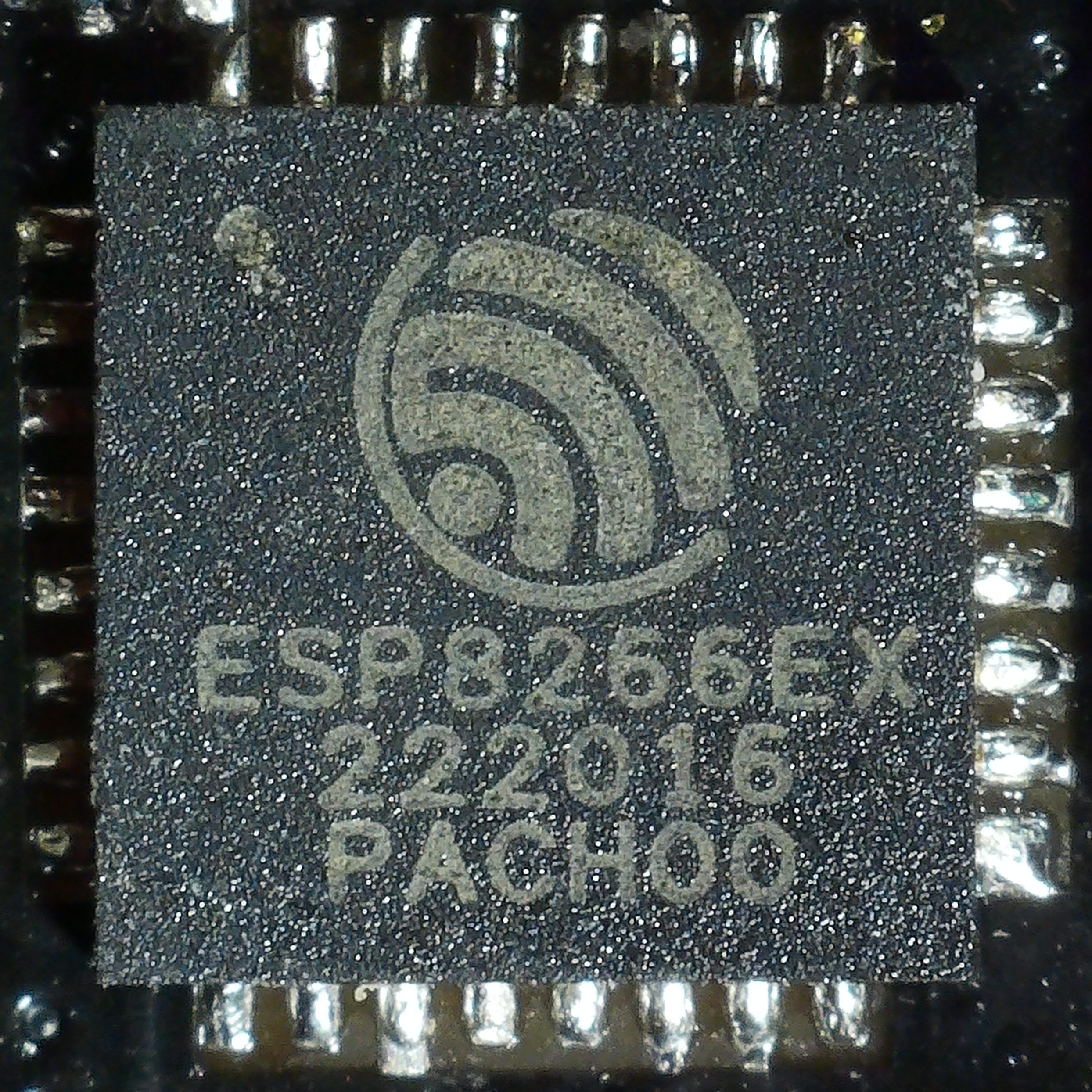
ESP8266-IC

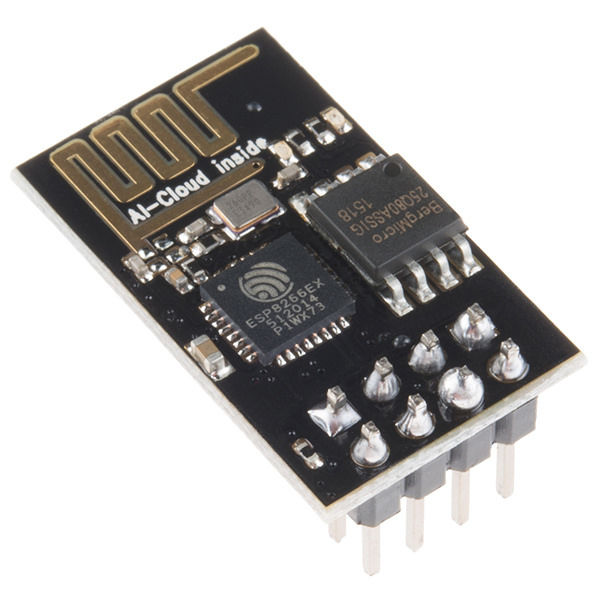
Handelsübliches ESP8266-Modul mit Prozessor-Chip (links) und externem Flash-Speicher (rechts) für die Firmware. Im oberen Bildbereich die gedruckte WLAN-Antenne

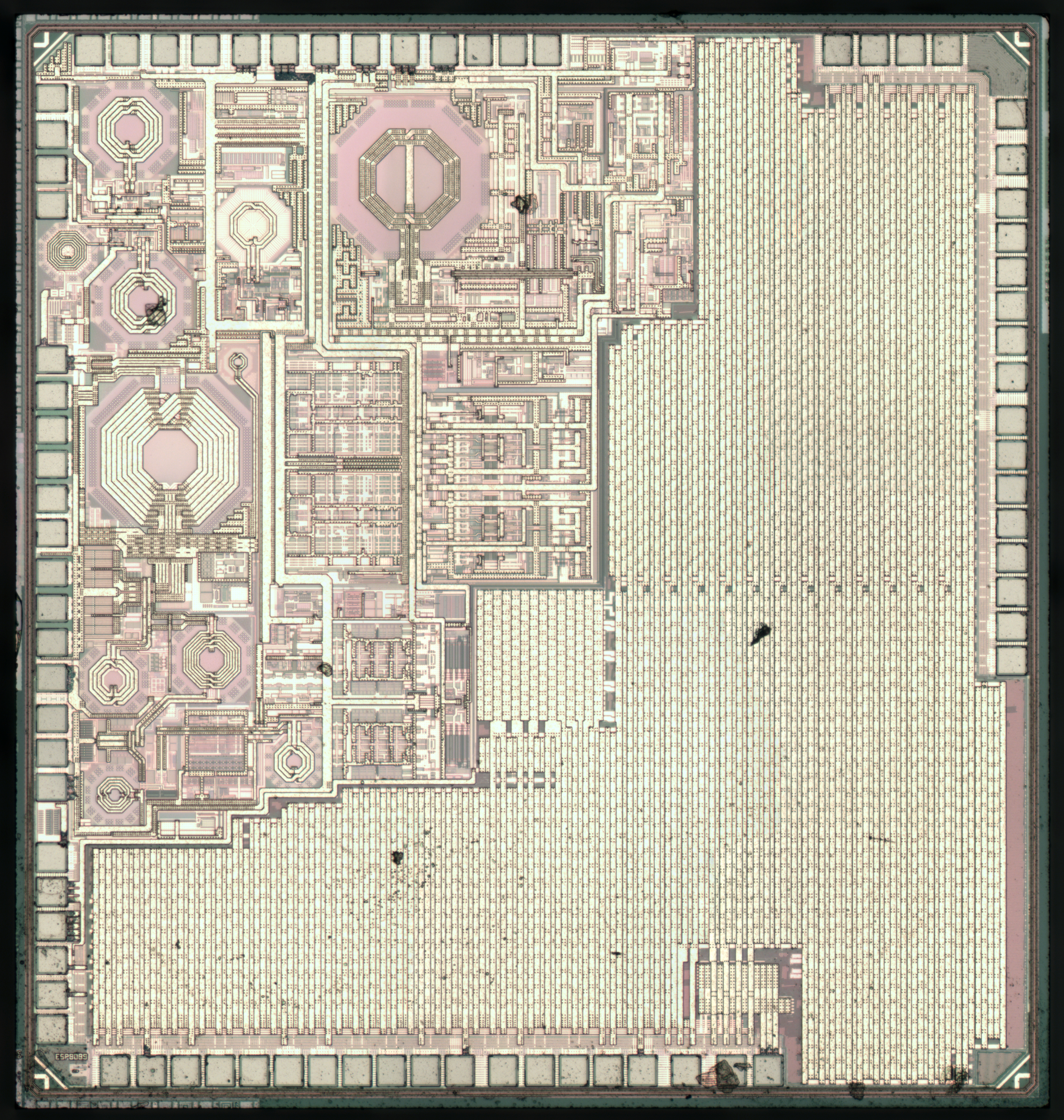
Bild des ESP8266-Die

Der ESP8266 ist ein kostengünstiger und mit geringem Leistungsbedarf ausgeführter 32-Bit-Mikrocontroller der chinesischen Firma espressif und ermöglicht durch seine offene Bauweise den Aufbau von WLAN-gesteuerten Aktoren und Sensoren. Als freie Entwicklungswerkzeuge stehen unter anderem die GNU Compiler Collection inkl. Toolchain zur Verfügung.

## Architektur
Der 32-Bit-Prozessorkern vom Typ Xtensa LX106 von Tensilica arbeitet mit einem Systemtakt von 80 MHz – 160 MHz, hat 64 kB RAM als Befehlsspeicher und 96 kB RAM als Datenspeicher und einen internen Festwertspeicher (ROM), welcher einen unveränderlichen Bootloader beinhaltet. Als Besonderheit und aus Kostengründen weist der ESP8266 keinen internen nicht-flüchtigen und programmierbaren Flash-Speicher für die anwendungsspezifische Firmware auf. Die komplette Firmware ist in einem externen, seriellen Flash-Speicher abgelegt und wird zur Ausführung blockweise in den internen RAM-Speicher geladen und dort ausgeführt. Als Peripherie stehen unter anderem eine SPI-Schnittstelle und ein integriertes Wireless Local Area Network (WLAN nach IEEE 802.11 b/g/n) zur Verfügung.
Der ESP8285 ist eine kostengünstige Variante mit einem MiB integriertem Flashspeicher.
Der Mikrocontroller ist auch zusammen mit einer Minimalbeschaltung aus Schwingquarz und Flash-Speicher, in Form verschiedener Module zum direkten Einsatz, erhältlich. Je nach Modul sind bis zu zwölf I/O-Ports, eine I²C-Schnittstelle, eine I²S-Schnittstelle, eine SPI-Schnittstelle, eine asynchrone serielle Schnittstelle (UART) und ein 10-Bit-Analog-Digital-Umsetzer herausgeführt. Alle I/Os werden mit 3,3 V betrieben. Die maximale Betriebsspannung ist 3,6 V (Operating Voltage 2,5 V ~ 3,6 V laut Datenblatt).

## Programmierung
Momentan werden neben GCC und der direkten Programmierung in der Programmiersprache C unterschiedliche Firmware-Varianten unterstützt :
- Lua-basierte interaktive Programmierung unter der Bezeichnung NodeMCU.
- Micropython (Python-basierte interaktive Programmierung)
- Circuitpython (Python-basierte interaktive Programmierung)
- Arduino-/C++-basierte Programmierung.[3]
- AT-Command für die Nutzung als Seriell-zu-WLAN-Schnittstelle
- ESP Easy zur Ansteuerung von Sensoren/Aktoren über WLAN
- ESP Basic

Die NodeMCU- und Micropython-Firmware-Varianten unterstützen das interaktive Programmieren auf dem ESP8266. Dabei werden Programme im externen Flash-Speicher abgelegt und das komplizierte Speichermanagement wie das nötige blockweise Nachladen von externen Programmdaten in den internen RAM-Speicher durch entsprechende Softwarefunktionen vom Entwickler abstrahiert, was das Schreiben von Programmen für den ESP8266 erheblich erleichtert.
Als Nachfolger des ESP8266 entwickelte espressif den Mikrocontroller ESP32 mit einigen Verbesserungen wie beispielsweise Bluetooth und einem Hallsensor.

## Eigenschaften

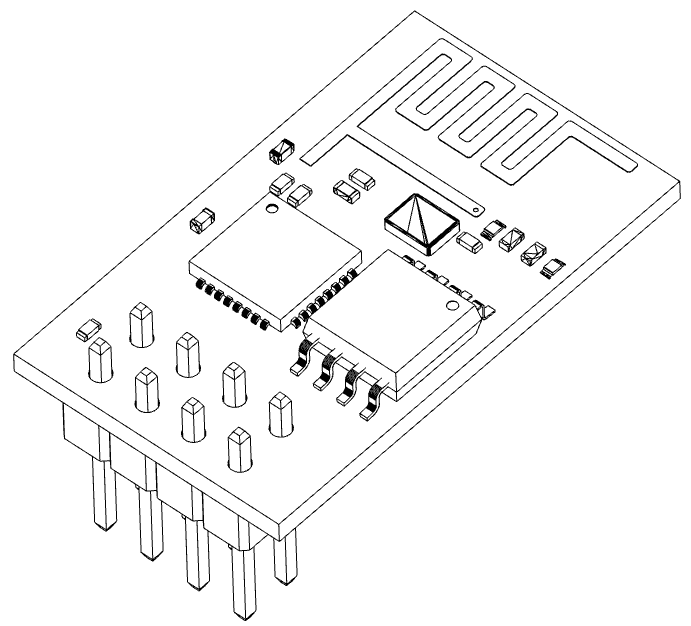
ESP-01 3D-Modell

- Prozessor: L106 32-bit RISC-Mikroprozessorkern, basierend auf dem Tensilica Xtensa Diamond Standard 106Micro mit 80 MHz
- Memory:
  - 32 KiB Befehlsspeicher
  - 32 KiB Befehlsspeichercache
  - 80 KiB Benutzerdaten-RAM
  - 16 KiB ETS Systemdaten-RAM
- Externer Quad-SPI Flashspeicher: bis zu 16 MiB werden unterstützt (512 KiB bis 4 MiB sind bereits angeschlossen)
- IEEE 802.11 b/g/n Wi-Fi
- 802.11n bis 72,2 Mb/s
  - Integrierte(r) T/R switch, balun, LNA, power amplifier und Leistungsanpassung
  - WEP oder WPA/WPA2-Verschlüsselung, ebenso offene Netzwerke
- 16 GPIO-PINs
- SPI
- I²S-Schnittstellen mit DMA (PINs mit GPIO geteilt)
- UART auf einem dedizierten PIN, zusätzlich ein reiner Nur-Sende-UART, aktivierbar auf GPIO2
- 10-bit-ADC mit sukzessiver Approximation
- RTC auf GPIO16, hiermit kann per Brücke zu RST der Chip aus dem Deep Sleep aufgeweckt werden

Der Mikrocontroller verfügt über keine hardwarebasierte I²C-Schnittstelle, es kann die I²C-Schnittstelle mittels Bit-Banging per Software implementiert werden.

## Boot Einschränkungen
Nicht alle I/O Pins sind frei verwendbar. Der ESP8266 benötigt folgende Pegel beim Booten:
- Enable und Reset High
- Booten: GPIO2 und TX High, GPIO0 und GPIO15 Low
- Flash: GPIO0, GPIO2 und TX High, GPIO15 Low

Dies kann durch leichte (5k) Pullup und Pulldown Widerstände geschehen. TX kann ein Ausgang sein oder offen. Beim Starten kommen über TX bereits serielle Daten.

## Pinbelegung des ESP-01

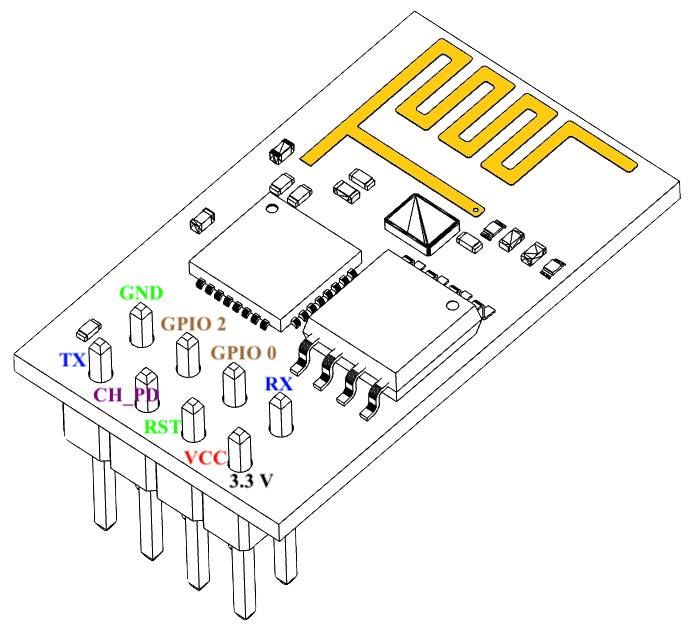
ESP-01 Modul Pinbelegung

Die Pins, die beim normalen ESP-01-Modul nach außen geführt wurden, sind sehr eingeschränkt:
1. VCC, Spannung (+3,3 V bis 3,6 V)
2. GND, Masse (0 V)
3. RX, Datenpin Empfang X
4. TX, Datenpin Senden X
5. CH_PD, Chip power-down, Chip enable, active high (+3.3V)
6. RST, Reset
7. GPIO 0
8. GPIO 2

Da beim ESP-01 der GPIO16 nicht nach außen geführt wurde, unterstützt dieser zunächst kein Deep Sleep. Dieser kann durch selbst anbringen (löten) eines Pinout direkt am Chip realisiert werden.

## Espressif-Module
Espressif selbst hat u. a. folgende ESP8266-basierte Module veröffentlicht:
| Name          | Pins              | Raster | Formfaktor   | LEDs | Antenne     | Geschirmt | Abmessungen (mm) | Kommentar                                                                                                 |
| ------------- | ----------------- | ------ | ------------ | ---- | ----------- | --------- | ---------------- | --- |
| ESP-WROOM-02  | 18 (davon 9 GPIO) | 1,5 mm | 2×9 gezahnt  | Nein | PCB         | Ja        | 18 × 20          | FCC ID 2AC7Z-ESPWROOM02.                                                                                  |
| ESP-WROOM-02D | 18                | 1,5 mm | 2×9 gezahnt  | Nein | PCB         | Ja        | 18 × 20          | FCC ID 2AC7Z-ESPWROOM02D. Überarbeiteter ESP-WROOM-02, kompatibel mit 150-mil und 208-mil Flashspeichern. |
| ESP-WROOM-02U | 18                | 1,5 mm | 2×9 gezahnt  | Nein | U.FL-Sockel | Ja        | 18 × 20          | Unterscheidet sich vom ESP-WROOM-02D darin, dass ein U.FL-Sockel vorhanden ist.                           |
| ESP-WROOM-S2  | 20                | 1,5 mm | 2×10 gezahnt | Nein | PCB         | Ja        | 16 × 23          | FCC ID 2AC7Z-ESPWROOMS2.                                                                                  |

## Ai-Thinker-Module

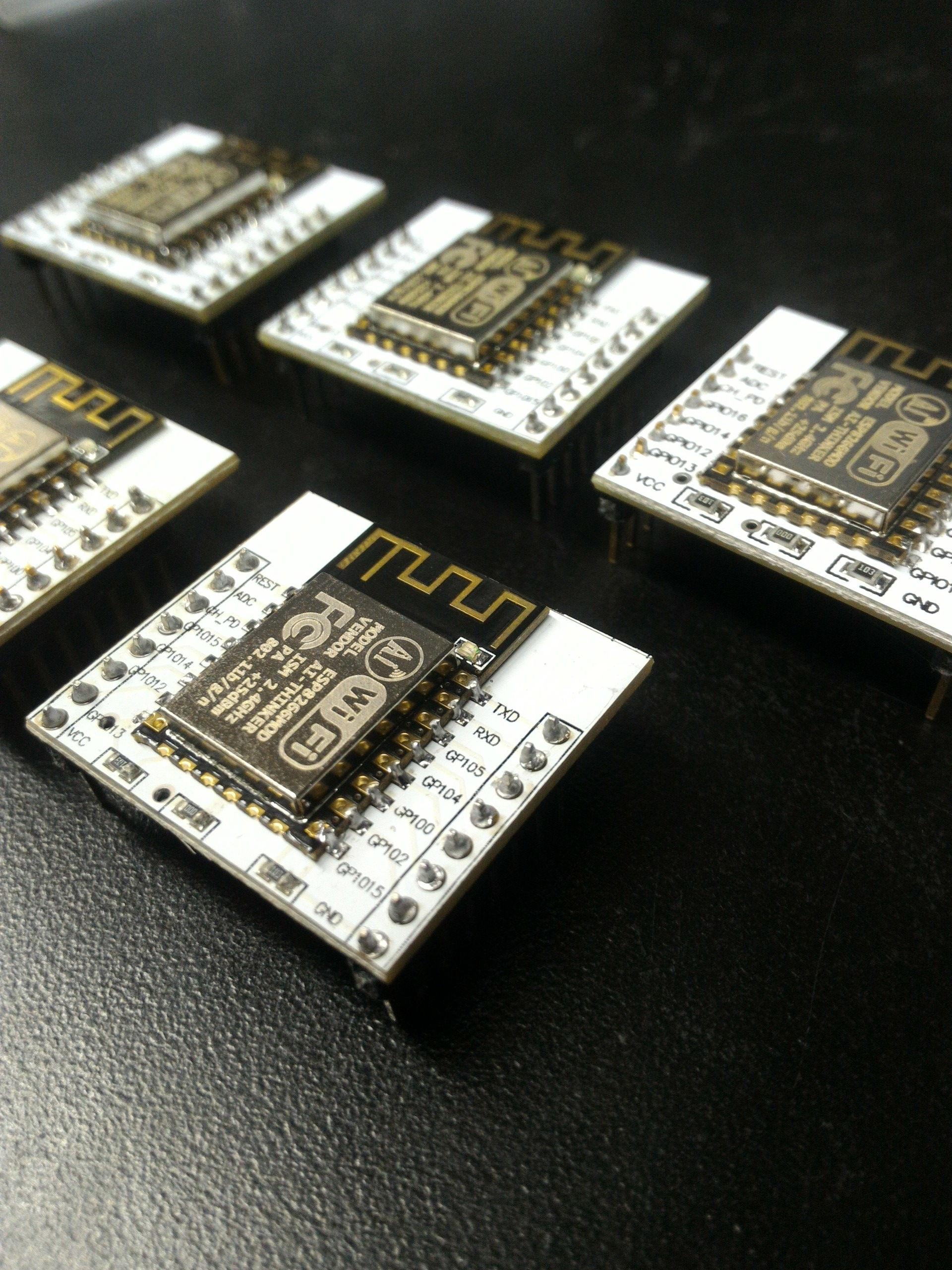
Ai-Thinker ESP8266-Module (ESP-12F, schwarz), welche auf Leiterplatten (weiß) aufgelötet sind.

Die untenstehende Tabelle zeigt die erste ESP8266-Modul-Serie des Drittherstellers Ai-Thinker, welches auch die am weitesten verbreitete ist.
Die Angaben zu den Speichergrößen in der Spalte „Bemerkungen“ gelten für alle darunter folgenden Module. Die Bezeichnung ist immer „ESP-xx“. Um die Module zu betreiben, werden weitere Komponenten benötigt, insbesondere eine Spannungsquelle (3,3V – 3,6V) und einen seriellen TTL-zu-USB-Adapter (auch USB-zu-UART-Brücke genannt), welcher zum Programmieren (Flashen) benötigt wird. Projektentwickler und Anfänger können zum Testen und Probieren auch ein NodeMCU-Board verwenden, welches bereits eine USB-zu-UART-Brücke und einen 5V zu 3,3V Pegelwandler beinhaltet und somit schneller und einfacher verwendet werden kann.
| Name    | Pins | Raster         | Formfaktor          | LEDs | Antenne               | Geschirmt | Abmessungen (mm) | Bemerkungen                                                                                       | Deep Sleep möglich (RST & IO-16) |
| ------- | ---- | -------------- | ------------------- | ---- | --------------------- | --------- | ---------------- | ------------------------------------------------------------------------------------------------- | -------------------------------- |
| ESP-01  | 6    | 0,1 in 2,54 mm | 2×4 DIL             | Ja   | PCB                   | Nein      | 14,3 × 24,8      | 512 KiB-Version und blaues PCB markenlos. 1 MiB Flash, AI-Cloud und schwarzes PCB von AI-Thinker. | Nein                             |
| ESP-01S | 6    | 0,1 in         | 2×4 DIL             | Ja   | PCB                   | Nein      | 14,4 × 24,7      | 1 MiB Flash teilweise 4 MiB                                                                       | Nein                             |
| ESP-01M | 16   | 1,6 mm         | 2×9 Platinenstecker | Nein | PCB                   | Ja        | 18,0 × 18,0      | Nutzt den ESP8285 (1 MiB Speicher).                                                               | Ja                               |
| ESP-01F | 18   | 1,1 mm         | 2×9 gezahnt         | Nein | Lötkontakt            | Ja        | 10,0 × 11,0      | Nutzt den ESP8285 (1 MiB Speicher).                                                               | Ja                               |
| ESP-02  | 6    | 0,1 in         | 2×4 gezahnt         | Nein | U.FL-Sockel           | Nein      | 14,2 × 14,2      |                                                                                                   | Nein                             |
| ESP-03  | 10   | 2 mm           | 2×7 gezahnt         | Nein | Keramik               | Nein      | 17,3 × 12,1      | 1 MiB Flash                                                                                       | Brücke auf PCB                   |
| ESP-04  | 10   | 2 mm           | 2×7 gezahnt         | Nein | Lötkontakt            | Nein      | 14,7 × 12,1      | Das Pinout von -03 und -04 sind gleich. Dem -04 fehlt jedoch die Antenne.                         | Brücke auf PCB                   |
| ESP-05  | 3    | 0,1 in         | 1×5 SIL             | Nein | U.FL-Sockel           | Nein      | 14,2 × 14,2      |                                                                                                   | Nein                             |
| ESP-06  | 11   | various        | 4×3 dice            | Nein | keine                 | Ja        | 14,2 × 14,7      | Nicht von der FCC zugelassen.                                                                     | Nein                             |
| ESP-07  | 14   | 2 mm           | 2×8 Lötpunkte       | Ja   | Keramik + U.FL-Sockel | Ja        | 20,0 × 16,0      | Nicht von der FCC zugelassen.                                                                     | Ja                               |
| ESP-07S | 14   | 2 mm           | 2×8 Lötpunkte       | Nein | U.FL-Sockel           | Ja        | 17,0 × 16,0      | Von der FCC zugelassen. Pinout gleich ESP-12 Modulen                                              | Ja                               |
| ESP-08  | 10   | 2 mm           | 2×7 gezahnt         | Nein | keine                 | Ja        | 17,0 × 16,0      | Nicht von der FCC zugelassen.                                                                     | Ja                               |
| ESP-09  | 10   | various        | 4×3 dice            | Nein | keine                 | Nein      | 10,0 × 10,0      |                                                                                                   |                                  |
| ESP-10  | 3    | 2 mm           | 1×5 gezahnt         | Nein | keine                 | Nein      | 14,2 × 10,0      |                                                                                                   | Nein                             |
| ESP-11  | 6    | 1,27 mm        | 1×8 Lötpunkte       | Nein | Keramik               | Nein      | 17,3 × 12,1      |                                                                                                   | Nein                             |
| ESP-12  | 14   | 2 mm           | 2×8 gezahnt + 6     | Ja   | PCB                   | Ja        | 24,0 × 16,0      | Von der FCC zugelassen.                                                                           | Ja                               |
| ESP-12E | 20   | 2 mm           | 2×8 gezahnt + 6     | Ja   | PCB                   | Ja        | 24,0 × 16,0      | 4 MiB flash.                                                                                      | Ja                               |
| ESP-12F | 20   | 2 mm           | 2×8 gezahnt + 6     | Ja   | PCB                   | Ja        | 24,0 × 16,0      | Von der FCC zugelassen. Verbesserte Antennenleistung.                                             | Ja                               |
| ESP-12S | 14   | 2 mm           | 2×8 gezahnt         | Ja   | PCB                   | Ja        | 24,0 × 16,0      | Von der FCC zugelassen.                                                                           | Ja                               |
| ESP-13  | 16   | 1,5 mm         | 2×9 gezahnt + 6     | Nein | PCB                   | Ja        | 18,0 × 20,0      |                                                                                                   | Ja                               |
| ESP-14  | 22   | 2 mm           | 2×8 gezahnt + 6     | Nein | PCB                   | Ja        | 24,3 × 16,2      |                                                                                                   |                                  |